# Koppenhága–Ringsted-vasútvonal
A Koppenhága–Ringsted-vasútvonal egy nagysebességű vasútvonal a dániai Zélandon, amely Koppenhágát Køge-en keresztül köti össze Ringsteddel. A vonalat 2019. május 31-én adták át, és június 1-jén kezdte meg működését Dánia első nagysebességű vasútjaként. A személyszállító vonatok esetében akár 250 km/h sebességet is lehetővé tesz, valamint legfeljebb 24 vonat közlekedhet óránként. 2023-tól a sebességet korlátozták 200 km/h-ra.
A Koppenhága–Ringsted-vonal megépítésére nagyrészt azért került sor, mert a dán Koppenhága és Ringsted városok közötti hagyományos Koppenhága-Fredericia/Taulov-vasútvonal nagyon zsúfolt lett. 1999-ben a dán parlament elutasította az útvonalra vonatkozó első javaslatokat, amelyeket a nemzeti vasúti tervezési bizottság készített, ami további tanulmányozáshoz és finomításhoz vezetett. 2009-ben a kormány hivatalosan elvetette azt az elképzelést, hogy a hagyományos vonal mellé egyszerűen csak egy plusz vágányt építsenek, és a következő évben úgy döntött, hogy engedélyezi egy nagyobb sebességű vonal építését egy új nyomvonalon. A Banedanmark nemzeti vasúti infrastruktúra-kezelő szándékosan osztotta fel a projekt munkálatait 30 és 200 millió euró közötti értékű egyedi csomagokra, amelyekre több konzorcium és egyéni vállalkozások versenyeztetés útján pályáztak.
A program építési szakasza 2012. szeptember 12-én hivatalosan is megkezdődött. Magán a vonalon kívül egyéb mérnöki munkálatok is folynak, többek között két új állomás építése, az egyik Ny Ellebjergben, a másik Køge Northban, amely mostanra készült el, miközben a meglévő állomásokon is további infrastruktúrát telepítenek. 2017 végére olyan hírek láttak napvilágot, amelyek szerint az új vonal jelzőrendszerével kapcsolatban komoly nehézségek merültek fel; a projekt tisztviselői szerint a kezdeti üzemelés az első évben csak óránként egy vonatra korlátozódik, amíg a javítási munkálatokat elvégzik.